# Caldas de Reis

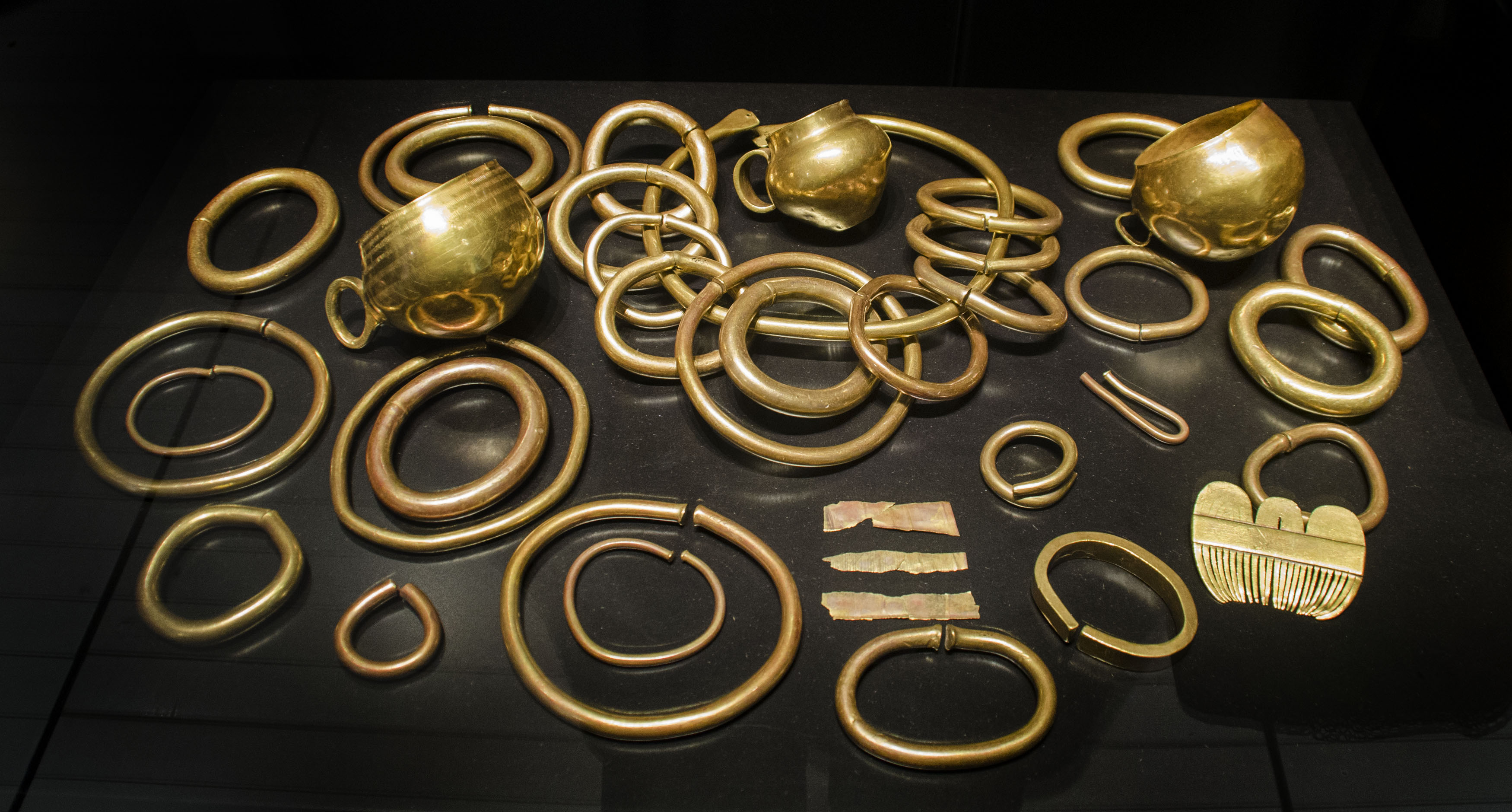
Goldschatz von Caldas de Reis

Caldas de Reis ist eine galicische Kleinstadt und eine Gemeinde mit 9.614 Einwohnern (Stand: 2024) in der Provinz Pontevedra im Nordwesten Spaniens. Die Stadt ist die vorletzte Station auf dem Caminho Português des Jakobsweges, bevor er Santiago de Compostela erreicht. Die Gemeinde ist in die folgenden Parroquias gegliedert: Arcos da Condesa (Santa Marina), Caldas de Reis (Santa María de Afuera), Caldas de Reyes, Carracedo (Santa Marina), César (San Andrés), Godos (Santa María), San Clemente de César (San Clemente), Sayar (San Esteban) und Vemil (Santa María).

## Lage und Klima
Caldas de Reis liegt am Unterlauf des Río Umia in einer Höhe von etwa 25 m nahe einer Meeresbucht (Ría de Arousa) des Atlantiks. Santiago de Compostela ist etwa 45 km (Fahrtstrecke) in nördlicher Richtung entfernt; die Stadt Pontevedra liegt ca. 27 km südlich. Das in hohem Maße vom Atlantik beeinflusste Klima ist gemäßigt (Tagestemperaturen selten über 30 °C) und regnerisch (ca. 1200 mm/Jahr).

## Bevölkerungsentwicklung der Gemeinde
Legende: Caldas de Reyesyona___Caldas de Reyesyona + Saiar___Caldas de Reis + Saiar

Die Mechanisierung der Landwirtschaft sowie die Aufgabe bäuerlicher Kleinbetriebe („Höfesterben“) und der daraus resultierende Verlust an Arbeitsplätzen auf dem Lande haben seit der Mitte des 20. Jahrhunderts zu einer Landflucht und zu einem deutlichen Bevölkerungswachstum in den Städten geführt.

## Gemeindegliederung
Die Gemeinde Caldas de Reis ist in acht Parroquias gegliedert:
| Parroquias            | Patrozinium            | Einwohner 2024 | Fläche km² | Dichte Einw./km² | Höhe msnm | Ortskennzahl |
| --------------------- | ---------------------- | -------------- | ---------- | ---------------- | --------- | ------------ |
| Arcos da Condesa      | Santa Mariña           | 392            | 6,03       | 65               | 48        | 36005010000  |
| Bemil                 | Santa María            | 796            | 13,09      | 61               | 131       | 36005090000  |
| Caldas de Reis        | San Tomé e Santa María | 4.610          | 1,28       | 3.602            | 21        | 36005030000  |
| Carracedo             | Santa Mariña           | 695            | 6,70       | 104              | 133       | 36005040000  |
| Godos                 | Santa María            | 539            | 5,29       | 102              | 85        | 36005070000  |
| Saiar                 | Santo Estevo           | 814            | 15,58      | 52               | 0         | 36005080000  |
| San Clemente de Cesar | San Clemente           | 751            | 9,74       | 77               | 173       | 36005060000  |
| Santo André de Cesar  | Santo André            | 632            | 6,63       | 95               | 179       | 36005050000  |

## Wirtschaft
Auch wenn der (Bade-)Tourismus seit den letzten Jahrzehnten des 20. Jahrhunderts an Bedeutung zugenommen hat, spielt die Landwirtschaft (Ackerbau und Viehzucht) immer noch die wichtigste Rolle im Wirtschaftsleben der Gemeinde.
| Ackerbau, Viehzucht und Fischerei                                                  | 081   | 02,00  |
| Industrie                                                                          | 0913  | 022,51 |
| Bauwirtschaft                                                                      | 0432  | 010,65 |
| Dienstleistungsbetriebe                                                            | 3.017 | 064,84 |
| Total                                                                              | 4.056 | 100,00 |
| * Daten aus dem Statistischen Amt für Wirtschaftliche Entwicklung in Galicien, IGE |       |        |

## Geschichte
Zahlreiche prähistorische Funde wurden in der näheren Umgebung gemacht – der bedeutendste ist der Goldschatz von Caldas de Reis, ein bronzezeitlicher Goldfund mit einem Gesamtgewicht von annähernd 15 kg, der heute im Museo de Pontevedra gezeigt wird. Auch in römischer Zeit war der Ort von Bedeutung; in den Tabellen des Claudius Ptolemäus erscheint er als Aquae calidae (altgriechisch: Ὕδατα Θερμά, was „heiße Quellen“ bedeutet) und im Itinerarium Antonini als Aquae Celenae. Von ca. 400 bis zum Jahr 561 war die Stadt Sitz eines Bischofs. Im Jahr 1105 wurde hier der Alfons VII., der spätere König von Galicien sowie von León und Kastilien geboren, der sich im Jahr 1135 in der Kathedrale von León zum Kaiser von Spanien krönen ließ.

## Sehenswürdigkeiten

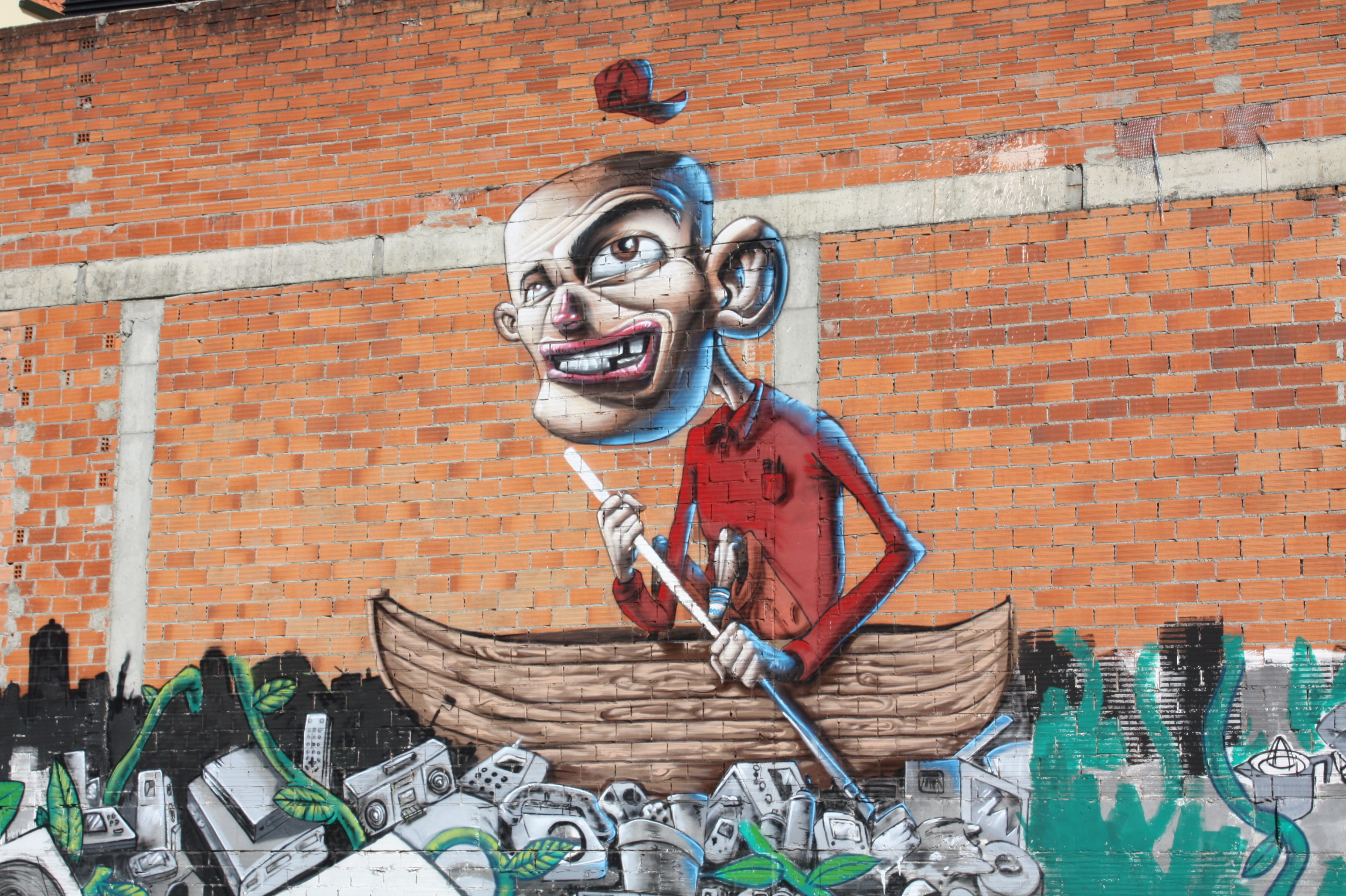
Wandbild – Ruderer im Zivilisationsmüll

- Die Igrexa de Santa María hat romanische Ursprünge; die heutige Kirche entstand jedoch weitestgehend im ausgehenden Mittelalter.[8]
- Die Igrexa de Santo Tomás entstand im späten 19. Jahrhundert in Erinnerung an einen Besuch des Hl. Thomas Becket in der Stadt (1167).
- Mehrere zum Teil wappengeschmückte Häuser datieren in die Zeit des 17. bis 19. Jahrhunderts.
- Im ausgehenden 20. Jahrhundert entstanden mehrere moderne oder karikierende Wandbilder an den Hauswänden und Mauern der Stadt.